# Ricardo Rocha Imaz
Ricardo Juan Rocha Imaz (1922-2015) fue un escritor y político uruguayo, perteneciente al Partido Nacional.
Militante en el Movimiento Nacional de Rocha, fue electo al parlamento en varias ocasiones.[cita requerida]
Fue autor de varios libros sobre política.

## Selección de obras
- Los blancos: brevario de hombres y hechos del Partido Nacional, 1836-1966. Cerno Editorial. 1978.
- Antiimperialismo: Herrera y los Yanquis. Ediciones Blancas. 1981. OCLC 254016086.
- La soberanía oriental. Ediciones Blancas. 1988.
- Artigas para todos: un ideario popular, democrático y federal. Ediciones Blancas. 1992.
- Wilson : un nacionalismo moderno. Ediciones Blancas. 1998.
- Qué pasó en el 73: el Partido Nacional y su larga lucha por las libertades públicas. Ediciones Blancas. 2004.
- El país herido. Linardi y Risso. 2012.
- "Caudiyos" y "Dotores". Hoy el régimen quiebra el alma nacional. Ediciones de la Banda Oriental. 2012.